# Comuna de Górzno
Górzno (polaco: Gmina Górzno) é uma gminy (comuna) na Polónia, na voivodia de Mazóvia e no condado de Garwoliński. A sede do condado é a cidade de Górzno.
De acordo com os censos de 2004, a comuna tem 6153 habitantes, com uma densidade 67,7 hab/km².

## Área
Estende-se por uma área de 90,84 km², incluindo:
- área agricola: 69%
- área florestal: 27%

## Demografia
Dados de 30 de Junho 2004:
|                      | Total   | Total | Mulheres | Mulheres | Homens  | Homens |
| -------------------- | ------- | ----- | -------- | -------- | ------- | ------ |
|                      | pessoas | %     | pessoas  | %        | pessoas | %      |
| População            | 6153    | 100   | 3086     | 50,2     | 3067    | 49,8   |
| Densidade (pop./km²) | 67,7    | 100   | 34       | 34       | 33,8    | 33,8   |

De acordo com dados de 2002, o rendimento médio per capita ascendia a 1404,75 zł.

## Subdivisões
- Chęciny, Gąsów, Goździk, Górzno, Górzno-Kolonia, Józefów, Kobyla Wola, Łąki, Mierzączka, Piaski, Potaszniki, Reducin, Samorządki, Unin, Wólka Ostrożeńska.

## Comunas vizinhas
- Borowie, Garwolin, Garwolin, Łaskarzew, Miastków Kościelny, Sobolew, Żelechów